# Versteegia
Versteegia  es un género con cinco especies de plantas con flores perteneciente a la familia de las rubiáceas. 
Es nativo de Nueva Guinea y de las Islas Salomón.
Es considerado una sinonimia del género Ixora.